# Roze ooievaarsbek
De roze ooievaarsbek (Geranium endressii)  is een soort van winterharde, kruidachtige of half wintergroene vaste plant in het geslacht Geranium, familie Geraniaceae. Het komt oorspronkelijk uit de westelijke Pyreneeën. Het wordt gekweekt als tuinplant. Het bloeit van juni tot juli en is te vinden op vochthoudende, zonnige, matig-voedselrijke gronden op bouwlanden en in bermen. 

## Kenmerken
De plant is ongeveer 60 tot 80 cm hoog. De vrucht lijkt op de snavel van een ooievaar,  waar het zijn naam aan ontleent. Het heeft een stevige, slanke, kruipende en voor een deel bovengrondse wortelstok. De echtopstaande of opstijgende zijn afstaand behaard. Aan de bovenkant zijn de planten klierachtig afstaand behaard.